# Ramón de Perella
Ramón de Perella (c. 1185-?), fue un noble del País de Olmes (alto condado de Foix) desposeído de sus dominios con la cruzada albigense. Miembro de la familia Mirapeis, fue señor de Perella y co-señor de Montsegur. Su vida se vio marcada por la invasión de los barones franceses a partir del 1209, primero, y por el asedio del castrum de Montsegur (1243-1244), después, de quien compartía señoría con su primo Pere-Roger de Mirapeis. Aparece en las fuentes también con su nombre occitano (Raimon de Perelha), en francés (Raymond o Raimond de Péreille) o en latín (Raimundus de Perella).

## Biografía

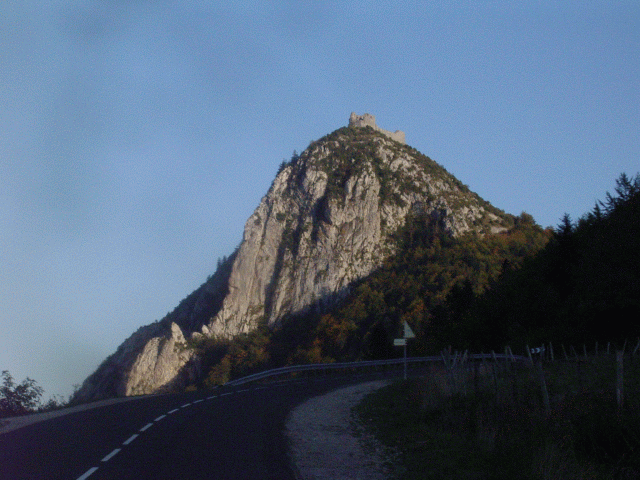
Vista de la montaña de Montsegur, arriba de la cual Ramon de Perella pasó buena parte de su vida.

Se conocen pocas cosas de su vida, y lo poco que se sabe es gracias, sobre todo, a su propia declaración ante la inquisición del 30 de abril y el 9 de mayo de 1244.

### Orígenes y catarismo
Hijo de Guillem-Roger de Miralpeis y de Forniera de Perella, aconteció señor de Perella por los derechos de sucesión de su madre, mientras que su hermano, Arnau-Roger, heredó los derechos del padre. Los Miralpeis-Perella eran familias de la nobleza occitana fuertemente impregnadas por el catarismo, que durante la cruzada contra los albigenses fueron desposeídas de sus dominios a favor de Gui Y de Levis. Esta desposesión fue, a la práctica, más teórica que real hasta el fin del asedio de Montsegur en 1244, cuando la administración francesa empezó a desplegarse plenamente sobre el territorio ocupado durante las primeras décadas del siglo XIII.
Ramon de Perella aconteció de muy joven señor de Perella por la renuncia de su madre, Fornièra, puesto que esta entró a la iglesia de las buenas mujeres. Así pues, parece que en 1204 Ramon era ya el señor de Perella; cómo él mismo declarará 40 años después ante la inquisición, los perfectos Ramon Blasco y Ramon de Miralpeis le pidieron de reconstruir Montsegur por la iglesia de los cátaros. Los escombros existentes en aquellos momentos a Montsegur pertenecían a la señoría de Perella, y que fuera Ramón quién hiciera los tratos parece demostrar su plena propiedad del título. Con la llegada de tiempos inseguros, Montsegur se convirtió en un auténtico pueblo refugio de cátaros, creyentes y faidits y el mismo Ramon de Perella con su familia se instaló perpetuamente a partir de la invasión de los cruzados.
En una fecha que no se puede precisar (1220?) Ramón se casó con Curva Hunaud de Lanta, hija de una rica familia del alta nobleza del Lauragués occidental. De esta unión nacerán cuatro hijas y un hijo: Arpaís, Braida, Felipa, Esclarmonda y Jordà.

### Residencia a Montsegur
La vida de Ramon de Perella en el monte de Montsegur es poco conocida. Se sabe que acogerá perfectos y faidits y que, a partir de 1232, permitirá también la instalación del alta jerarquía cátara del Tolosa y de Rasès. Varios testigos certifican, además, que Ramón de Perella y su familia participarían en las ceremonias de los buenos hombres celebradas a Montsegur e, incluso, fuera de él.

### Asedio de Montsegur
El asedio de Montsegur, iniciado a finales del mes de mayo de 1243, cogerá a los Perella y a toda la jerarquía del catarismo dentro del castrum. Durante el asedio será su primo Ramon-Roger de Mirapeis quién ocupará el papel de cabeza militar de la plaza. Parece que Ramón de Perella no fue nunca un hombre de armas y se limitaría durante todo asedio a cumplir las simples funciones de señor del lugar. Esta situación se prolongó durante 10 meses, acentuando día a día la precariedad de las condiciones de vida de los asediados.
A partir de los días de Navidad, cuando las tropas asediadas dirigidas por el senescal de Carcasona Hug de Arcís y por el arzobispo de Narbona Peire Amiel ocuparon la parte baja de la carena superior del acicate donde se encontraba el castrum de Ramon de Perella y de Pere-Roger de Miralpeis, la situación de los asediados aconteció insostenible. Así pues, el 1 de marzo de 1244 Pere-Roger de Mirapeis empezó a negociar la rendición. A grandes rasgos, las condiciones del ejército real fueron claras: quién adjurara la herejía viviría, quien no lo hiciera moriría a la hoguera. El 16 de marzo de 1244 fueron quemados vivos más de 210 herejes, entre los cuales se incluían la mujer de Ramón de Perella, Corva, y su hija Esclarmonda, las cuales renunciaron a la adjuración días antes de la hoguera.

### Ramón de Perella ante la Inquisición
Ramón de Perella declaró ante el tribunal de la inquisición, dirigido por el catalán Ferrer (originario de Villalonga de la Salanca, cerca de Perpiñán), el 30 de abril de 1244 y otro golpe 9 días después. La deposición de Ramón de Perella es una de las 18 únicas que se han encontrado hasta ahora de los hechos a los detenidos en el asedio de Montsegur. Estas 18 deposiciones se conservan en una colección de copias realizadas el 1669 sobre unos originales hoy desaparecidos de los archivos de la Inquisición de Carcasona. La colección se encuentra al departamento de manuscritos de la Biblioteca Nacional de París bajo el nombre de Fons Doat, en volúmenes que van del XXII, del folio 108 al 296, hasta el XXIV, del folio 1 al 237.
La declaración del 9 de mayo de 1244 ante la Inquisición es la última noticia que se tiene de Ramon de Perella. Hay que imaginar que acabó sus días encarcelado. La fecha de su muerte se desconoce.